# Timothy McGee
Pour les articles homonymes, voir McGee.
Pour un article plus général, voir Personnages de NCIS : Enquêtes spéciales.
L'agent spécial Timothy « Tim » Farragut McGee, interprété par Sean Murray, est un personnage fictif de la série télévisée NCIS : Enquêtes spéciales.

## Biographie fictive
Né le 13 septembre 1978, diplômé de la célèbre université technologique du MIT (Massachusetts Institute of Technology) (il est titulaire d'un doctorat en informatique) et de la non moins célèbre Université Johns-Hopkins (titulaire d'un BSc d'Ingénierie Biomédicale), il a suivi une formation de cyber-policier. Peu à peu, il intègre l'équipe du NCIS de Leroy Jethro Gibbs en faisant des stages en tant qu'informaticien avant d'être employé à plein temps sur le terrain.
Surnommé « le bleu » pour son manque d'expérience, il est néanmoins un agent motivé et indispensable dans nombre d'enquêtes. Très timide, mal à l'aise avec ses supérieurs et l'autorité, il suit et respecte le protocole de manière stricte et est ainsi parfois exaspéré par les méthodes moins pointilleuses de ses coéquipiers. DiNozzo souligne d'ailleurs ce trait de caractère en déclarant à Ziva « Nous parlons de McGee, celui qui respecte le protocole jusque dans la manière de se brosser les dents ».
Souvent incompris quand il délivre des détails techniques, son expérience de l'informatique aide de nombreuses fois Abby dans ce domaine; McGee trouve des solutions parfois indispensables à la résolution d'enquêtes, avec la conception de programmes ou d'algorithmes pour y parvenir. 
Il est peu sûr de lui et fait l'objet de nombreuses taquineries de Tony qui lui donne toutes sortes de surnoms (voir paragraphe Surnoms), mais tend cependant au fil des saisons à avoir une plus grande confiance en lui, notamment avec l'expérience qu'il acquiert. McGee s'illustre dans l'épisode Chained en déclarant « Allez vous faire voir » par vidéo-conférence à la secrétaire d'État des États-Unis sur un conseil de Gibbs, ce qui tranche avec son manque d'assurance habituel.
Il a probablement eu une histoire avec Abby avec qui il s'entend particulièrement bien, ce qui est confirmé par Gibbs dans la saison 14 quand il déclare à Quinn « il est sorti avec Abby » quand celle-ci lui demande d'où viennent ses connaissances en matière de squelette. Il écrit également deux romans policiers, sous le pseudonyme de Thom E Gemcity (l'anagramme de Timothy McGee), inspirés des enquêtes qu'il mène, son personnage principal étant prénommé L.J. Tibbs en l'honneur de son chef d'équipe : Leroy Jethro Gibbs. Les autres personnages sont l'agent Tommy, l'officier Lisa, la scientifique Abby (dans le livre Amy Sutton) et l'assistant du médecin légiste Jimmy Palmer (Pimmy Jalmer dans le livre de McGee). Malgré son obstination à nier que ses personnages soient inspirés des membres de l'équipe, il finit par « avouer » dans l'épisode Roman meurtrier (saison 4) lorsque des meurtres de marines ressemblent étrangement à ceux inventés par McGee dans le livre qu'il est en train d'écrire,. L'écriture de ses livres lui vaudra de se faire surnommer Edgard Allan McGee par Tony dans l'un des épisodes. 
Il est d'une grande gentillesse, mais aussi d'une grande naïveté qui lui passera petit à petit, Gibbs dira même à Ziva que, à la différence d'elle et de DiNozzo, il ne sait pas mentir. Il relate par ailleurs très peu sa vie privée ; on sait qu'il regarde environ vingt minutes la télévision chaque jour et qu'il joue à un jeu vidéo sous le pseudonyme de « Roi des elfes ». Il est également accusé à tort dans la mort d'un policier et a du mal à se remettre de ce décès, ainsi que de celui d'une femme qu'il protégeait, et de Kate. 
On apprend en début de saison 2 qu'il a une sœur quand, en parlant des petites filles, Kate dit qu'elles aiment bien l'ordre et McGee répond « Rappelez-moi de vous présenter ma jeune sœur ». Dans l'épisode Cellule Rouge (saison 2), on voit quelques secondes une jeune femme sortant de la chambre de McGee après que celui-ci est parti travailler. On la revoit en photos dans la saison 3, quand Tony fouille le baladeur numérique de McGee. Cette personne se concrétise dans L'esprit de famille (saison 4), dans lequel la jeune sœur de McGee serait impliquée dans le meurtre d'un marin.
Il est expliqué dans Innocence perdue / Cache-cache (saison 6) que son père, John McGee, était dans la Marine, stationné en Californie. Dans l'épisode Squall de la 10e saison, on apprend qu'il a atteint le grade d'Amiral. 
Lors de la 9e saison, l'identité de la grand-mère de McGee est révélée : Penelope Langston. En se confiant à elle, on apprend qu'il n'a pas parlé avec son père depuis sept ans, tous deux ayant du mal à exprimer leur affection.
Durant l'épisode 19 de la 10e saison, on apprend que le père de Timothy, John McGee est atteint d'un cancer.
Sa petite amie au début de la 11e saison travaille au département de la Défense et s'appelle Delilah Fielding.
Lors de l'épisode 10 de la 12e saison, on apprend que son père meurt des suites d'un cancer juste avant Noël.
Après le départ de Tony à la fin de la 13e saison, il devient l'agent senior.
Tim se marie avec Delilah lors de l'épisode 23 de la 14e saison après avoir découvert la grossesse de celle-ci et ils deviennent parents de jumeaux nommés John - le prénom de son père (surnommé Johnny) et Morgan (donné en hommage à un policier mort dans le même épisode). Saison 15, épisode 9. 

## Surnoms
McGee étant le dernier incorporé dans l'équipe du NCIS avant Ziva puis Ellie, Tony l'avait affublé du surnom du « bleu » (ou Probie en anglais, surnom généralement donné au dernier arrivant ou petit nouveau dans les métiers de la police, de l'armée et donc également de la Navy). Il l'appelle ainsi quasiment dans chaque épisode depuis son intégration, d'abord temporaire puis permanente, dans l'équipe de Gibbs ; en réalité, c'est Ziva David puis Ellie Bishop, la petite dernière de l'équipe, qui est la « bleue ». C'est principalement Tony qui déborde d'inspiration pour affubler Timothy de divers sobriquets.